# Amata perixanthia
Amata perixanthia är en fjärilsart som beskrevs av George Francis Hampson 1898. Amata perixanthia ingår i släktet Amata och familjen björnspinnare. Inga underarter finns listade i Catalogue of Life.

## Bildgalleri

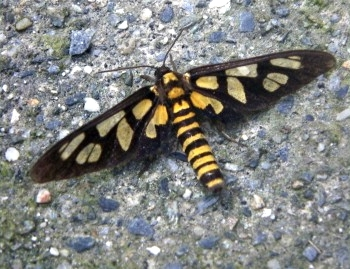